# Negombata magnifica
Negombata magnifica är en svampdjursart som först beskrevs av Keller 1889.  Negombata magnifica ingår i släktet Negombata och familjen Podospongiidae. Inga underarter finns listade i Catalogue of Life.

## Bildgalleri